# La Fonda (association)
Vous pouvez aider à l'améliorer ou bien discuter des problèmes sur sa page de discussion.
- Son ton est trop promotionnel ou publicitaire, voire hagiographique. Le texte doit adopter un ton neutre et encyclopédique. (Marqué depuis mars 2021)
- Il n’est pas rédigé dans un style encyclopédique. (Marqué depuis novembre 2019)

Cet article concerne l’association française. Pour l'hôtel américain, voir La Fonda.
Pour les articles homonymes, voir Fonda.
La Fonda est une association française reconnue d'utilité publique créée en 1981.
Association de personnes, la Fonda valorise la contribution des associations à la création de valeur économique et sociale, à la cohésion sociale, à la vitalité démocratique. La Fonda accompagne les responsables associatifs à développer leur vision stratégique et leur capacité d’initiative.
Issue de l'association « Développement des associations de progrès » (DAP), la Fonda contribue à la fondation de la CPCA (devenue Le Mouvement associatif) et assure son animation jusqu’à la signature de la Charte des engagements réciproques entre les associations et l’État en 2001. Elle est également à l'origine du Conseil national de la vie associative (CNVA) et de la Loi Coluche. Elle a également joué un rôle au sein du Comité européen des associations d’intérêt général (CEDAG) à Bruxelles.
La Fonda est reconnue d'utilité publique depuis 2010.

## Histoire

### La fin du monopole de l’État sur l’intérêt général
Les années 1970 marquent le renouveau de la société civile et de l'association en son sein. En 1971, le projet de loi Marcellin-Pleven est soumis au vote du Parlement : il donne à l'administration le pouvoir discrétionnaire de refuser la création d'une association. Ce projet de loi est écrit dans l'urgence à la suite de la création de l'association « Les amis de la Cause du peuple » par Simone de Beauvoir alors que l'association « La Cause du peuple », présidée par Jean-Paul Sartre venait d'être dissoute sous le motif d'atteinte à la sécurité publique. Il revenait ainsi à instituer un pouvoir de contrôle a priori sur la création d'association, à l'inverse de l'esprit de la loi de 1901. C'est ce qui conduisit Alain Poher, président du sénat, à saisir le conseil constitutionnel. Par une décision du 16 juillet 1971, ce dernier déclara le projet de loi inconstitutionnel et éleva le droit de liberté d'association au niveau de liberté constitutionnelle.
Le 27 janvier 1975, une circulaire du Premier Ministre reconnait que « l’État et les Collectivités publiques n'ont pas le monopole du bien public ». Les associations ne sont alors plus considérées comme un relai de la puissance publique mais comme des partenaires dont est reconnue l'indépendance et l'autonomie. Le 7e Plan entend pour sa part privilégier les groupes, les relations de voisinages et la vie associative : « la participation des habitants à la vie publique est indispensable à la fois pour donner leur donner une prise plus directe sur leur cadre de vie, favoriser l'innovation et enrichir la vie sociale locale. Dans ce but, la commission recommande l'adoption d'un programme d'action prioritaire destiné à développer la vie associative, considérée comme un moyen privilégié d'engagement civique ».

### Front commun des associations
En 1975, François Bloch-Lainé crée l'association « Développement des associations de progrès » (DAP). La DAP est issue de la rencontre de plusieurs groupes de réflexion, dont Échange et Projets de Jacques Delors, du Groupe de recherche sur l'éducation permanente (GREP) de Paul Harvois, de l'association Éducation et Échanges de Paul Delouvrier avec le soutien de la Fondation de France, alors présidée par Roger Seydoux. Les objectifs de la DAP étaient de trois ordres : procéder à une analyse critique des règles suivant lesquelles les associations participent à la vie de la société, étudier et proposer des améliorations à apporter aux relations avec les pouvoirs publics et créer de structures de services pour les associations. Elle organise plusieurs colloques à partir de 1976 qui visent à un travail d'approfondissement de la réflexion portant sur l'autonomie des associations et sur la participation citoyenne comme moyen de relancer la vie démocratique. Le secteur associatif est alors traversé par une fracture profonde entre les organisations confessionnelles (qui dominent dans les secteurs social, médico-social et sanitaire) et les organisations profondément engagées dans le combat pour la laïcité – qui prévalent dans le secteur de la formation, des loisirs et une partie importante de ce qui sera appelé après 1936 l'éducation populaire. La DAP souhaite, pour sa part, se concentrer sur le fait associatif lui-même, c’est-à-dire sur la « méthode associative » porteuse de valeurs démocratiques et facteur de citoyenneté dans un contexte politique et social en pleine évolution.
Les divergences au sein même du secteur associatif s’expriment également sur son financement : d’un côté, ceux qui prônent l’idée d’une autonomie de la société civile - et donc des associations face à l’État ; de l’autre, ceux qui affirment leur attachement à une organisation plus étatique, au premier rang desquels Georges Davezac, représentant la Ligue de l'enseignement et Raymond Métro, représentant la Fédération des conseils de parents d'élèves. Les premiers, aux rangs desquels la DAP, préconisent un accroissement significatif du taux des exonérations fiscales consenties en raison des dons des particuliers ou du mécénat d'entreprise, alors que les seconds, pensent que l’État doit garder une position dominante dans le financement, sinon exclusive, au nom de l'intérêt public dont il est le garant. Cette profonde divergence amène les représentants de la mouvance laïque à démissionner de la DAP.

### Construire une vie associative indépendante et reconnue
Au regard de l'ampleur et de la pertinence des analyses portées par la DAP dont la dissolution est actée en 1981, une nouvelle structure est envisagée par Philippe Viannay, Guy Raffi et Frédéric Pascal, issue de la DAP, autour desquels vont s’agréger une cinquantaine de responsables associatifs, issus de la diversité du monde associatif, dont Marie-Thérèse Cheroutre, Henri Théry, Pierre de Saintignon. Ils lancent le 15 juin 1981 un appel à créer la Fondation pour la vie associative, « La fonda » afin de créer une structure permanente capable de promouvoir une conscience de la communauté d’intérêt qui animait la vie associative, au-delà de ses divisions naturelles en secteurs d'activités. L'année suivante, plus de 600 fédérations et associations soutiennent la Fonda. Depuis l'origine, il est prévu une association de personnes physiques qui expriment leurs opinions à titre personnel sans engager leur structure.
Elle milite - lors de l'une de ses premières interventions publiques - pour l’abrogation de l'obligation de nationalité française comme condition pour siéger au sein d'un conseil d’administration, considérant que liberté d’association s'applique à tous, y compris pour les étrangers et que la pleine participation à la vie associative est facteur d'intégration. Un décret-loi du 12 avril 1939 stipulait en effet qu'« aucune association étrangère ne peut se former, ni exercer son activité en France, sans autorisation préalable du ministre de l’Intérieur […] et l’autorisation peut […] être retirée, à tout moment, par décret ». Sont ainsi réputées étrangères, les associations dont le quart des membres est étranger. Il faudra attendre la loi du 9 octobre 1981, sous François Mitterrand, pour que législateur abroge le décret Édouard Daladier. Au travers de son comité d'études et de liaisons, animé par Roby Bois, puis André Jeanson et Saïd Bouziri, elle a soutenu la Marche pour l'égalité et contre le racisme en octobre 1983. La Fonda considérait la pleine participation à la vie locale comme devant être ouverte à l'ensemble des personnes et des groupes résidant dans la commune.

### L’avènement d'un mécénat populaire
Toujours dans les années 1980, la Fonda milite pour le développement d'un mécénat populaire afin de passer d’une réduction sur le revenu imposable à une réduction d’impôt. Cette idée est particulièrement soutenue par Philippe Viannay, en partant de l'idée que la solidarité nationale obligatoire ne pouvait s'arroger la totalité de l'espace imparti à l'intérêt général, le progrès social étant souvent porté par les marges. En 1985, Coluche prend contact avec la Fonda, alors qu'il crée Les Restos du cœur. La loi de finance pour 1989 (votée en octobre 1988) adopte la loi Coluche : une réduction d'impôt de 25% du don alors que la déduction fiscale était dans la limite de 5% du montant total des revenus.
Consciente que le développement du mécénat exigeait des obligations très strictes de la part des associations bénéficiaires, la Fonda lance en 1984 l'idée d'une évaluation et d'un contrôle des sommes perçues. C'est ainsi qu'est créé en 1989 le Comité de la Charte de déontologie, présidé par François Bloch-Lainé puis par Frédéric Pascal.

### Accompagner les mutations associatives
En 1992, François Mitterrand présente un projet de loi d'orientation relative à l'administration territoriale de la République. Mais cette loi adoptée par le Parlement reste timide en ce qui concerne la participation des citoyens et des groupes à la vie locale. La Fonda milite alors afin de formaliser une démarche de reconnaissance des associations comme acteur à part entière de la vie locale[source insuffisante]. Afin que la parole associative gagne en légitimité, la Fonda contribue à la création de la Conférence permanente des coordinations associatives (CPCA) devenue Le Mouvement associatif, faîtière des associations d’associations, et assure son animation jusqu’à la signature de la Charte des engagements réciproques entre les associations et l’État en 2001.
En parallèle, elle contribue également à structurer une voix de la société civile au plan national avec le Conseil National de la Vie Associative ou le groupe des associations au Conseil économique, social et environnemental. La Fonda a par la suite mobilisé la recherche et la statistique publique pour disposer d'indicateurs au sujet du monde associatif avec l'association pour le développement des données sur l’économie sociale et le Conseil national de l'information statistique.

## Travaux et réflexions

### Les associations au cœur des enjeux de société français et européens
Depuis l'origine, la Fonda s'est attelée aux effets de la professionnalisation de la vie associative. C'est l'objet de réflexion d'un Comité d'études et de liaisons que de s’interroger sur la conciliation entre travail bénévole et salarié. En 1984, elle faisait ainsi le constat que le secteur associatif était un lieu d'invention, d'expérimentation, de formation professionnelle et de qualification sociale. Dans le même temps, les responsables associatifs prenaient conscience de leur responsabilité d'employeur. La Fonda y soulignait qu'il était temps de s’interroger sur le moyen de créer des emplois au moment où le chômage sévissait. Jacques Delors, alors Ministère de l'Économie, des Finances et du Budget, pu apercevoir des solutions possibles pour répondre aux nouveaux besoins sociaux. Créer ou développer des emplois et s'investir dans le champ économique étaient des idées neuves que beaucoup de responsables associatifs refusaient d'assumer pleinement.
Dans cette logique, la Fonda s'investit également au niveau européen à l'occasion de la première conférence organisée par le Comité économique et social européen qui réunissait les contributions de secteurs de l'économie sociale à la construction de l'Europe. C'est ainsi, qu'avec la Ligue de l'enseignement, elle prend part au Comité européen des associations d’intérêt général (CEDAG) dont elle assure tout à la fois le secrétariat permanent (1989 à 2000), une vice-présidence (1989-1994), le secrétariat général (1994-1999) puis la présidence (1999-2008). Le CEDAG devait traiter à l'échelle européenne des questions communes à l'ensemble des associations. À l'occasion de l'ouverture du Marché commun européen en 1993, il s'agissait de permettre aux associations prestataires de services d’accéder, aux mêmes libertés que les autres entreprises, sans pour autant les banaliser ni les assimiler, en raison du caractère d’intérêt général de leurs missions. Pour la Fonda, les associations devaient être reconnues comme des acteurs économiques, même si la mise en œuvre d'activités économiques n'est qu'un moyen au service de leur but. Il n'y a pas qu'un modèle pour entreprendre en Europe et la réglementation européenne devait garantir cette pluralité. Cette revendication se traduit par une proposition de statut d'association européenne (SAE)[source insuffisante], dont la CEDAG a été l'interlocuteur auprès de la Commission européenne. Le dossier est à l'arrêt depuis 2005. En revanche, il a été introduit le Service d'intérêt économique général. Le CEDAG ne s'est pas contentée de porter une vision de la construction d'une Europe économique, les associations étant aussi concernées par une Europe civique et sociale. À ce titre, le CEDAG portait la conviction que les traités n'étaient pas suffisants pour donner à l'Europe la vigueur dont elle avait besoin pour réussir son intégration politique. La fonda s’est investie au travers du CEDAG dans la création de la Conférence permanente des coopératives, mutualités, associations et fondations devenue depuis Social Economy Europe, dont elle a assuré la première présidence.

### Nourrir les choix individuels et collectifs
La Fonda a prêté attention à la prise en compte du bénévolat par les pouvoirs publics. La question de la reconnaissance, de la valorisation et surtout de la validation des acquis de l'expérience (VAE) bénévole a commencé en 1984 par la reconnaissance de l'expérience dans l’enseignement supérieur, puis en 1992 par la reconnaissance des acquis professionnels (VA) et s'est poursuivie par la loi de modernisation sociale du 17 janvier 2002 qui instaure la reconnaissance de l'expérience bénévole (VAEb). Aussi, en 2003, la Fonda se penche sur le sujet, en mobilisant les associations. La reconnaissance de l'activité ou de l'engagement bénévole dans le cadre d'un processus de professionnalisation et de qualification constituait un événement marquant, dans un pays comme la France où l'attachement à la formation initiale diplômante est très fort[réf. nécessaire]. Néanmoins, cette innovation a buté sur de nombreux obstacles. La tradition française en matière d'éducation et de formation faisant peu de place à l'expérience.
S’inquiétant d’un fort discrédit des Français envers leurs élus, la Fonda et le CEVIPOF[Quoi ?] publient en 2007 une étude sur la contribution des associations au renouveau du politique. Les citoyens ont montré une réelle volonté d’intervention dans l’espace public, qui se traduit notamment par le foisonnement de l’activité associative. Cette défiance ébranle les bases institutionnelles de la démocratie et ouvre également la voie à une meilleure articulation ente société civile et leurs représentants avec le monde politique. À cette occasion, mais également en réaction au séisme provoqué par les résultats du 1er tour de l'élection présidentielle française de 2002, elle publie un sondage CSA-Le Parisien sur « L’image des associations en France ».
Considérant que les associations sont des acteurs de premiers plans des territoires, et face à un constat d’éloignement des citoyens envers le politique qui constitue une désaffection démocratique aiguë, la Fonda a poursuivi ses travaux sur la crise du politique et le rôle des associations pour y remédier, pilotées par Jean-Pierre Worms. En 2010, la Fonda et plusieurs réseaux associatifs fondent le « Collectif pouvoir d'agir », collectif informel conçu comme un espace d’échanges, de mise en réseau et d’appui, de réflexion et d’action.
Par la suite, la Fonda a porté ses travaux sur les fonds propres des associations. Historiquement, en effet, lors du vote de la loi de 1901, les associations sont conçues comme des personnes juridiques essentiellement dépourvues de patrimoine : elles n’ont pas vocation à en détenir du fait de ce qu’elles sont, à savoir la mise en commun d’activités et de connaissances entre des personnes. Les Républicains avaient alors cette obsession que les congrégations religieuses ne puissent se reconstituer. La notion de fonds propres associatifs est ainsi apparue lorsque le financement public a baissé, poussant de fait les associations à s’endetter pour investir (ce qui suppose donc des fonds propres). Parallèlement, on assiste dans les années 1980 à une importante phase de renouvellement des associations subventionnées dont le spectre s’élargit considérablement. Sous le gouvernement Laurent Fabius, est d’ailleurs impulsé le financement par projet des associations, dans une ambiance de modernisation ; en 1985 la loi instaure même le titre associatif. Enfin, avec la création du plan comptable des associations en 1999, sont créés les fonds dédiés associatifs. Il convenait d’en définir la nature juridique.
En 2014, en partenariat avec France Active, la Fonda publie un « Guide Association & fonds propres ».

### La prospective au service des associations
En 2010, la Fonda se lance dans la prospective, avec une question centrale : comment les associations vont-elles s'adapter aux transformations que connaît notre pays ? C’est ainsi qu’elle lance son cycle de réflexion « Faire Ensemble 2020 ». Cet exercice participatif destiné aux acteurs associatifs, défini par Pierre Vanlerenberghe, devait permettre de définir les « souhaitables » à l’horizon 2020. En esquissant des évolutions à la suite de nombreux groupes de travail, de multiples contributions ont permis d’imaginer intellectuellement des futurs possibles. La prospective ne relève pas de la prévision mais bien de scénarios qui permettent de réduire les incertitudes, prendre conscience des interdépendances mais aussi des possibles alliances pour faire avancer ses idéaux. Les avenirs que décrivent les quatre scénarios ne sont pas inéluctables : ce sont des possibles construits sur un repérage de tendances lourdes et émergentes,.

## Travauxactuels[évasif]
La Fonda poursuit ses travaux de prospective au travers du cycle « Faire Ensemble 2030 ». En partenariat avec le Mouvement associatif, le Comité 21 et Futuribles International, elle engage une réflexion autour de la contribution du monde associatif pour répondre aux questions de l’Agenda 2030, c’est-à-dire aux objectifs de développement durable (ODD) définis par l’ONU. Pour la Fonda, l’Agenda 2030 constitue un cadre de dialogue entre l’État et la société civile et doit devenir pour les acteurs du monde associatif un système de référence permettant d’inscrire l’action de chacun dans une perspective plus large et coopérative, pour gagner en impact et changer d’échelle.
En partenariat avec l'AVISE et le Labo de l'économie sociale et solidaire, elle a également lancé une réflexion sur l'économie sociale et solidaire et la création de valeur pour renouveler l'approche sur l'évaluation et la mesure de l'impact. Elle s’appuie à la fois sur les travaux du Boston Consulting Group consacré au « total social impact » mais aussi sur les travaux de Porter et Kramer sur la « shared value ». Ainsi, la Fonda considère que « le concept même d’impact social est contestable car il revient nécessairement à considérer une action du champ social comme un phénomène linéaire liant une cause et un effet, en éliminant autant que possible tous les biais et les phénomènes considérés comme parasites. Or une action sociale est toujours une combinaison d’interactions et de facteurs multiples ».
Depuis 2016, conjointement avec le Commissariat général à l'Égalité des territoires, la Fonda porte un collectif d’acteurs engagés dans l’innovation sociale. Collectivement, a été créée la plateforme « Carrefour des innovations sociales » pour valoriser des projets qui existent dans les territoires, dans tous les domaines et portés par des acteurs divers (associations, acteurs privés, publics, partenariats hybrides…).
La Fonda a également contribué aux travaux du Centre de recherche sur les associations qui a publié une étude en 2017 sur le bénévolat en France, visant notamment à mesurer les évolutions de l’engagement bénévole depuis 2002 et à en appréhender les formes émergentes. Menée par Lionnel Prouteau, cette étude a mis en évidence un taux de participation bénévole en France de 43 %, soit un peu moins de 22 millions de bénévoles de 18 ans et plus.